# 本·劳埃德-休斯
本·勞埃德-休斯（英語：Benedict Lloyd-Hughes，1988年4月14日—）是英国的一位演員。他最著名的作品包括在英國電視劇《皮囊》中飾演Josh Stock角色。他的哥哥亨利·勞埃德-休斯也是演員。